# Osmia cornuta
Европска воћна пчела (лат. Osmia cornuta) је врста пчеле која припада роду Osmia.

## Опис
Дужина тела ове врсте варира од 4-18 mm. Женке су у просеку неколико милиметара дуже од мужјака. Цело тело им је обложено густим длачицама. Код женки длачице на глави су црне, глатке, гранате са одсјајем и у основи дебље него на врху, док су код мужјака сивкасто-беле у виду чуперака. Антене се код женки састоје од 12 чланака док код мужјака од 13. Мандибуле су ситније код мужјака, обично зашиљене и нису назубљене. Код женки се јавља назубљеност са унутрашње стране. Усни органи су знатно краћи од дужине целог тела када су испружени.
Женски клипеус је гладак, увучен и има два закривљена рога избачена из средине, а мушки има мали зарез у средини. Тергит 6 код женке је акутан, а мушки тергит 7 је заобљен на врху који представљају јасну разлику између Osmia cornuta и Osmia bicornis.

## Распрострањеност
Osmia cornuta je пореклом из Европе, Северне Африке и западне Азије. У САД је донета 1976. из Шпаније ради комерцијалног опрашивања. У Европи је распрострањена у пределима од Португала преко средњег дела Европе, где је највећа концентрација популације, и јужног дела до Сицилије све до Мале Азије где су забележене мање популације које настањују Казахстан, Туркменистан, северни део Ирана, Сирију и Крит. Забележено је присуство у северној Африци у државама као што су Алжир, Тунис и Египат.

## Станиште
У насељима се претежно јављају где има много раноцветног биља и дрвећа. У југозападној Немачкој је најкарактеристичнија синантропна врста, јер се може наћи у центрима градова као што су Штутгарт, Фрајбург и Карлсруе где бира велике структуре, највише зидове кућа за гнеждење. Тамо где се јавља у ван насељеним подручјима, бира осунчане грађевинске структуре, као и генерално топлије локације испод 500 м, ретко изнад (нпр. Фројденштат у Шварцвалду, 728 м).

## Екологија
Ова врста је, као што и само име указује, снажно повезана са цветањем воћа. Мужјаци се често појављују већ средином марта, обично када биљке из рода Scilla почињу да цветају, односно пре Osmia bicornis, све до маја. Док се женке појављују у периоду од марта до краја маја. У мају када температуре пређу преко 15 степени, женке су најактивније при скупљању полена при чему посебну склоност имају према родовима Malus и Prunus.  Они су најважнији опрашивачи фамилије Rosaceae, а учествује и у опрашивању фамилија Aceraceae, Aquifoliaceae, Asparagaceae, Asteraceae, Berberidaceae, Brassicaceae, Fabaceae, Fagaceae, Uliaceae, Papaveraceae, Primulaceae, Ranunculaceae and Salicaceae.
Гнезди се у већ избушеним рупама различитих облика и величина у дрвеним конструкцијама, оштећеним зидовима зграда, пукотине на прозорима, шупљим стаблима, празним шкољкама од пужа као и избушеним трскама, а могу се гнездити у старим гнездима пчела крзнаша (Anthophora plumipes, Anthophora fulvitarsis) и Delta unguiculata и то тако да су компоненте истог постављене у линеарном низу са до 12 ћелија легла. Највећи број мужјака налази се до пете ћелије, док су женке најбројније у последњим ћелијама. Не живе као саставни део колонија у кошницама попут бумбара и медоносних пчела.  Бирају места где је материјал највише доступан као и влажна места. Преграде самог гнезда и њихови чепови се састоје од претходно сажваканог биљног материјала, али може се јавити и блато као саставни део. Немају корпе за полен на задњим тибијама; не производе мед, али користе полен и нектар да похрањују своја гнезда када буду спремна. 
Osmia cornuta је домаћин неколино паразита, а то су осе Chrysis ignita и Chrysura simplex, Leucospis dorsigera, Melittobia acasta, Monodontomerus aeneus и Monodontomerus obscurus.  Идиоеколошка студија 2000. године на локалитету Грочански воћњаци, Гроцка и Смедерево, забележила је ифестирање кокона крпељима Chaetodactylus osmiae. Испитивање које је обухватало потапање кокона хемијским средством, ендосулфаном у концентрацији од 0,007-0,009, затим сушењем на хартији у року од 48 часова, се показало као успешна терапија у лечењу од овог паразита при том нису забележена оштећења кокона. 

## Постембрионално развиће
Јаја су стављена на предњу, вентралну површину. Јаје код обе врсте је млечнобело, издужено, благо закривљено и заобљено на оба краја. Дужина јаја је 4-5 мм. Према лабораторијским испитивањима, време развоја од јајета до одрасле јединке је обухватао период од 2-3 месеца. 
Фаза јајета, у нашем поднебљу, обично траје 1-2 дана док се ларве не излегу. Присутне су пет стадијума у фази ларве. Први стадијум ларве код O. cornuta излеже се из опне јајета (хорион), док код на пример O. rufe остаје у опни јајета. Други стадијум ларви почиње да се храни 8. дана од дана полагања јаја и то мешавином полена и нектара. Ларва у последњем стадијуму за 5-6 дана преде четворослојну чахуру и развија се у фазу пре излегања, која у нашем поднебљу траје 30-50 дана. Прекурсор се метаморфозира у лутку која траје 30-45 дана.
Тело лутке је дугачко 7-17 мм. Првих дана лутка је светла (млечнобела до жућкаста) и мекана, али убрзо тело постаје чвршће и тамније. Прво су пигментисане очи, затим грудни кош, стомак, крила и ноге. Стадијум лутке подлеже  променама од 3 фазе: светле или беле лутке, бела лутка са пигментисаним очима и пигментисана (црна) лутка. Из ње се крајем августа и током септембра развија одрасла јединка са потпуно формираним крилима. 